# Atostogų Parkas
Atostogų Parkas, česky lze přeložit jako Rekreační park, je největší léčebný a wellness komplex v západní Litvě. Nachází se ve vesnici Žibininkai v seniorátu Kretinga (Kretingos seniūnija) v okrese Kretinga (Kretingos rajono savivaldybė) v Klaipėdském kraji.

## Popis
Atostogų Parkas, který byl postaven v roce 2015, je primárně zaměřený na lečebné, lázeňské, wellnes a saunové procedury či rekreační aktivity. V bazénech se využívá také geotermální voda. Slouží také jako veřejná plovárna či akvapark. Nabízí také ubytování v hotelu nebo srubových chalupách. Dominantou místa je také dřevěná rozhledna Atostogų Parkas. Atraktivitě tohoto místa přispívá také relativní blízkost pláží Baltského moře. V roce 2015 získal komplex ocenění - litevský rekord za největší počet bazénů v Litvě. Také je zde zřízena první přírodní jantarová sauna na světě, která je dostupná veřejnosti. Je ve stylu luxusní „jantarové komnaty“, která obsahuje cca tři tuny přírodního baltského jantaru.

## Geografie
Geograficky se nachází v nížině Pajurio žemuma na levém břehu potoka Žiba (přítok řeky Darba). Nachází se asi 3,7 km od břehu Baltského moře.

## Galerie

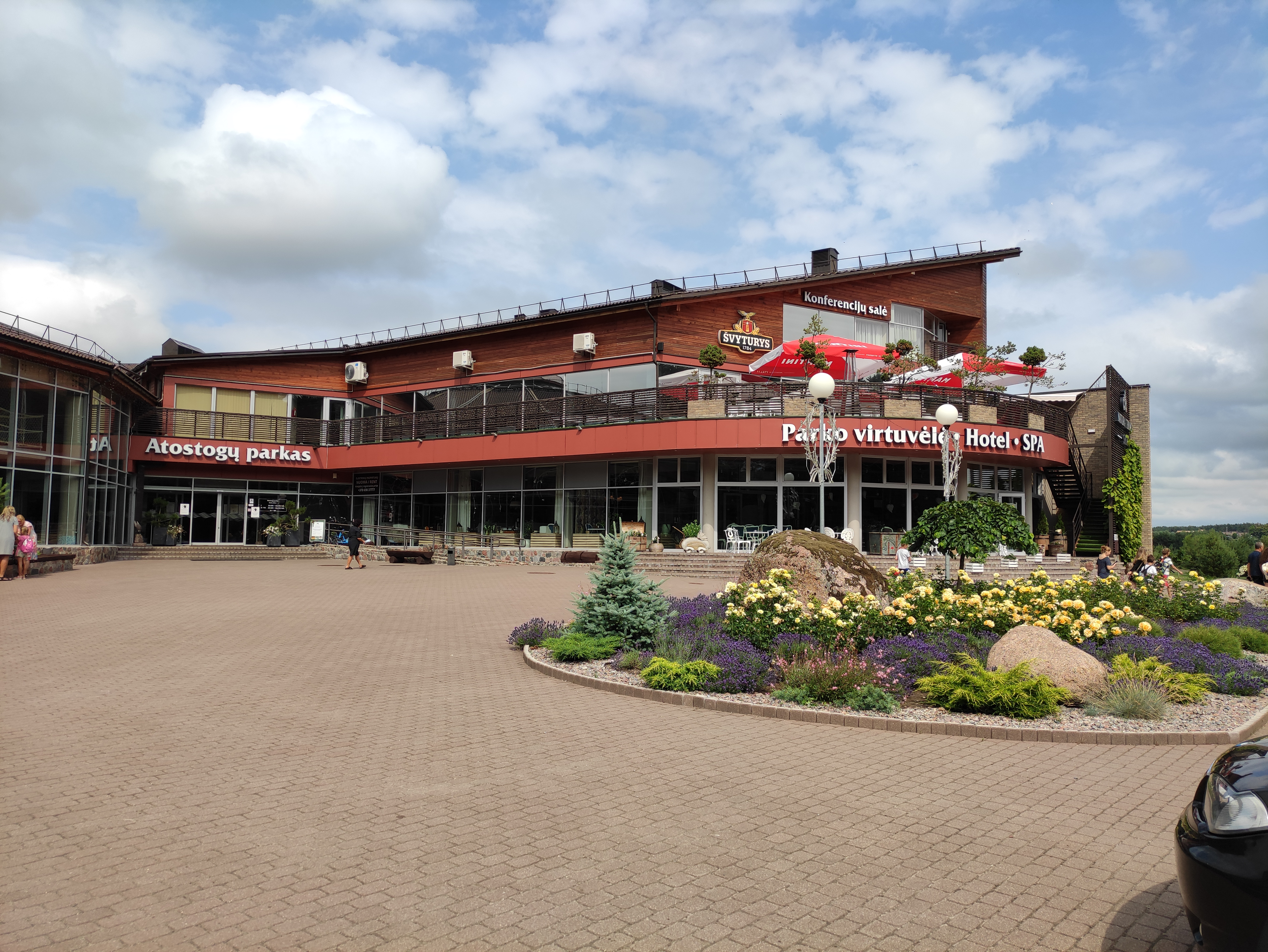
Hlavní budova
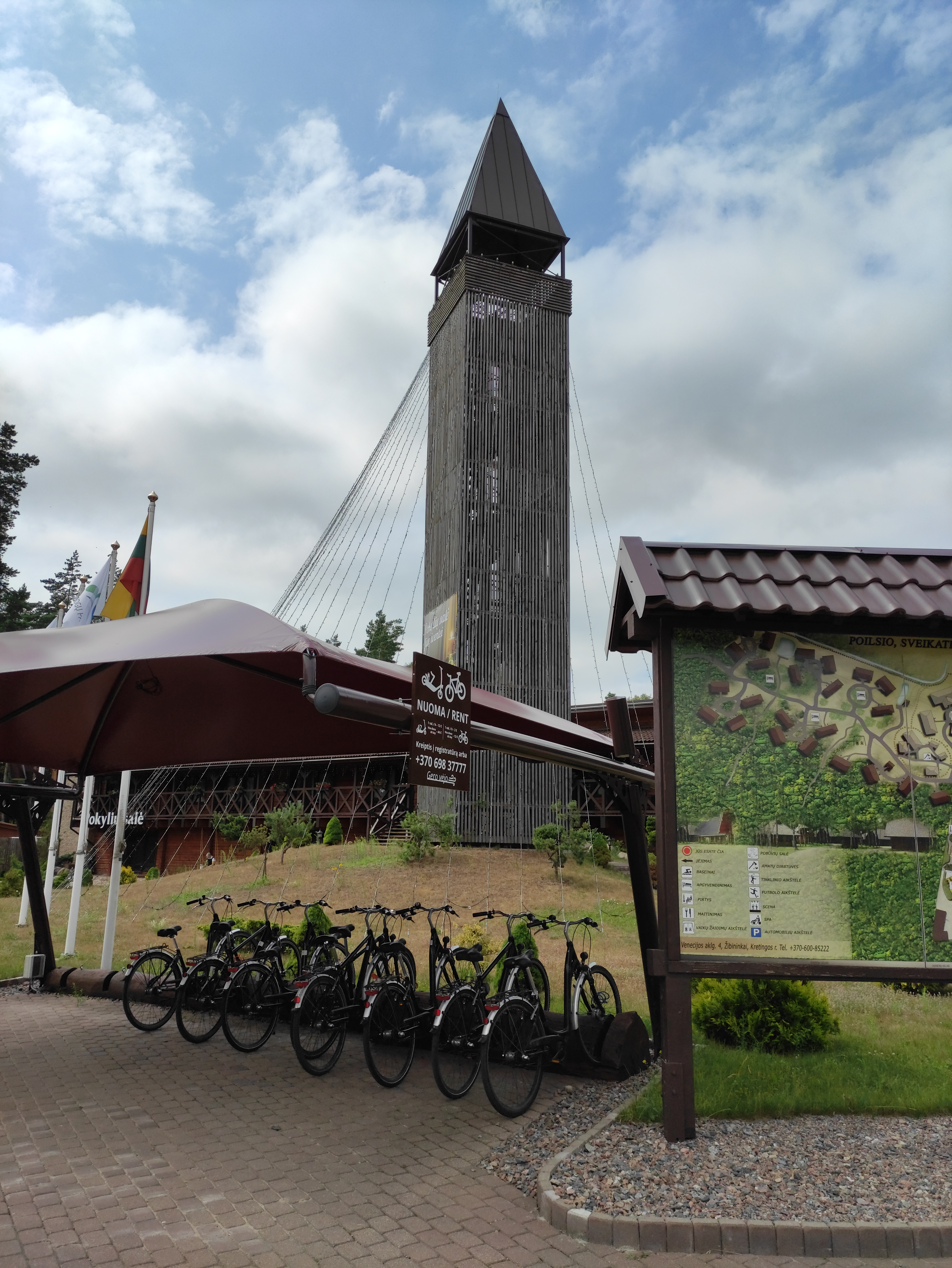
Rozhledna Atostogų Parkas.
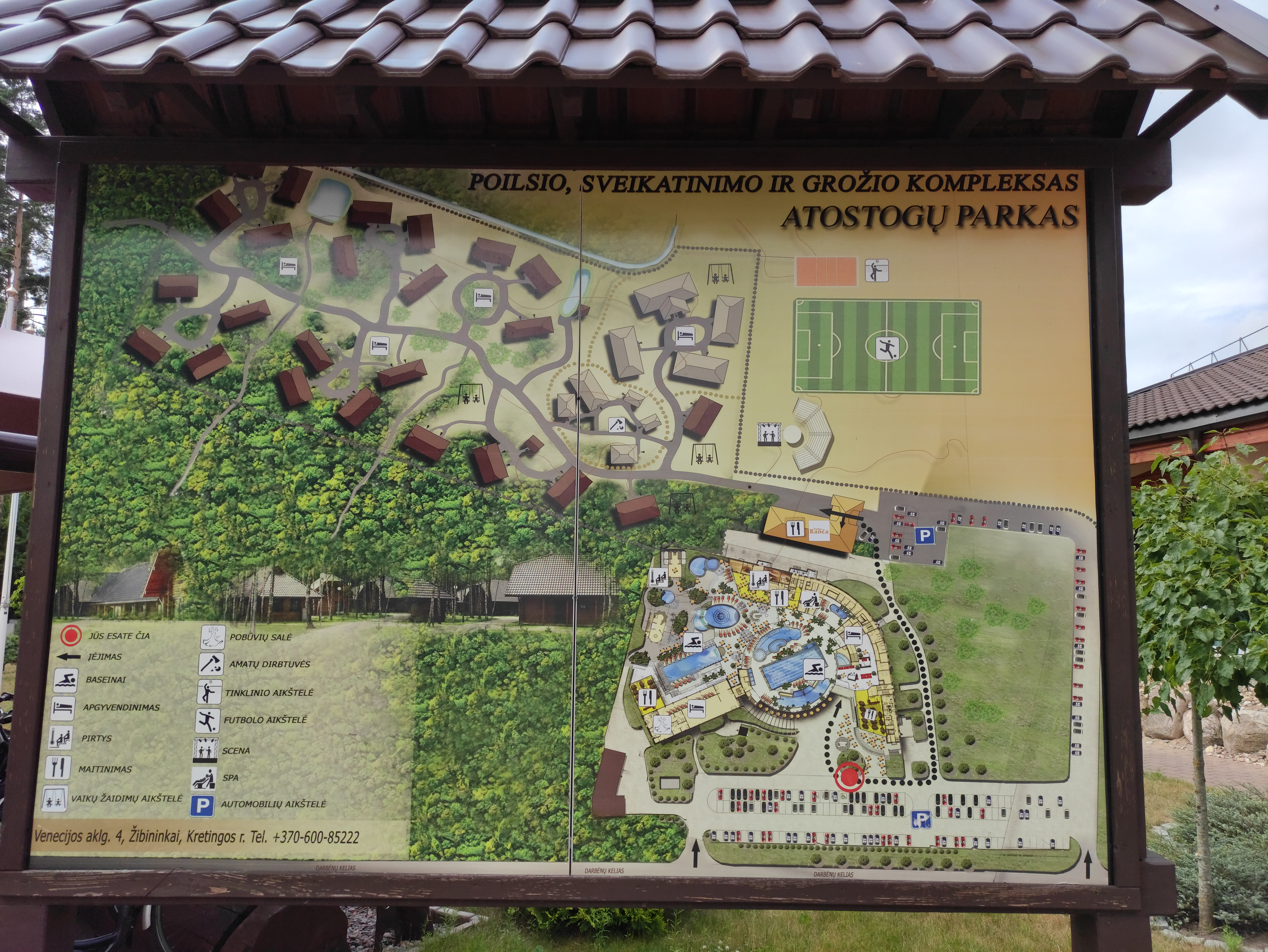
Informační panel s mapou areálu